# Jogos Paralímpicos de Verão de 1976
Os Jogos Paralímpicos de Verão de 1976, foi a quinta edição dos Jogos Paralímpicos. Os jogos foram realizados em Toronto, Ontário. Estes eram originalmente conhecidos como Torontolympiad.
Esta foi a primeira vez que os Jogos Paralímpicos foram realizados nas Américas.

## Cerimônias
A cerimônia de abertura dos jogos de 1976 foi realizada na Woodbine Race Track. Três vilas Paralímpicas foram disponibilizadas, uma na Universidade de York, na Universidade de Toronto e a terceira no CNIB. A cerimónia de encerramento foi  no Estádio Centennial Park.

## Desportos
Nos jogos de 1976, os atletas amputados e os deficientes visuais competiram pela primeira vez; as edições anteriores dos Jogos Paralímpicos apenas cadeirantes competiram. No atletismo,novas distâncias foram adicionadas para cadeiras de rodas: 200 m, 400 m, 800 m e 1500 m. O Tiro e o Goalball, anteriormente eventos de demonstração, foram incluídos no programa oficial.
- Atletismo
- Basquetebol em cadeira de rodas
- Esgrima em cadeira de rodas
- Goalball
- Levantamento de Peso
- Lawn bowls
- Natação
- Snooker
- Tênis de mesa
- Tiro com Arco
- Dardos
- Tiro
- Voleibol

## Quadro de Medalhas
| Ordem | País               | Medalha de ouro | Medalha de prata | Medalha de bronze |     |
| ----- | ------------------ | --------------- | ---------------- | ----------------- | --- |
| 1     | Estados Unidos     | 66              | 43               | 45                | 154 |
| 2     | Países Baixos      | 45              | 25               | 14                | 84  |
| 3     | Israel             | 40              | 13               | 16                | 69  |
| 4     | Alemanha Ocidental | 37              | 34               | 26                | 97  |
| 5     | Reino Unido        | 29              | 29               | 36                | 94  |
| 6     | Canadá             | 25              | 27               | 26                | 78  |
| 7     | Polónia            | 24              | 17               | 12                | 53  |
| 8     | França             | 23              | 21               | 14                | 58  |
| 9     | Suécia             | 22              | 27               | 24                | 73  |
| 10    | Áustria            | 17              | 16               | 17                | 50  |
| 11    | Austrália          | 16              | 18               | 8                 | 42  |
| 12    | México             | 16              | 14               | 9                 | 39  |
| 13    | Finlândia          | 12              | 20               | 18                | 50  |
| 14    | Suíça              | 10              | 12               | 10                | 32  |
| 15    | Japão              | 10              | 6                | 3                 | 19  |
| 16    | Noruega            | 9               | 6                | 4                 | 19  |
| 17    | Bélgica            | 7               | 7                | 8                 | 25  |
| 18    | Nova Zelândia      | 7               | 1                | 5                 | 13  |
| 19    | África do Sul      | 6               | 9                | 11                | 26  |
| 20    | Egito              | 5               | 2                | 1                 | 8   |
| 21    | Irlanda            | 4               | 10               | 6                 | 20  |
| 22    | Espanha            | 4               | 6                | 2                 | 12  |
| 23    | Argentina          | 3               | 4                | 7                 | 14  |
| 24    | Dinamarca          | 3               | 0                | 3                 | 6   |
| 25    | Itália             | 2               | 5                | 11                | 18  |
| 26    | Indonésia          | 2               | 1                | 4                 | 7   |
| 27    | Coreia do Sul      | 1               | 2                | 1                 | 4   |
| 28    | Myanmar            | 1               | 1                | 1                 | 3   |
| 29    | Peru               | 1               | 0                | 2                 | 3   |
| 30    | Hong Kong          | 0               | 1                | 2                 | 3   |
| 31    | Brasil             | 0               | 1                | 0                 | 1   |
| 32    | Guatemala          | 0               | 0                | 1                 | 1   |

## Delegações participantes
Quarenta delegações participaram nos Paraolímpicos de Toronto.

| - ARG Argentina - AUS Austrália - AUT Áustria - BAH Bahamas - BEL Bélgica - BRA Brasil - BIR Birmânia - CAN Canadá - COL Colômbia - DEN Dinamarca - ECU Equador - EGY Egito - ETH Etiópia - FIJ Fiji | - FIN Finlândia - FRA França - GBR Grã-Bretanha - GRE Grécia - GUA Guatemala - HKG Hong Kong - HUN Hungria - INA Indonésia - IRL Irlanda - ISR Israel - ITA Itália - JPN Japão - LUX Luxemburgo - MEX México | - NED Países Baixos - NZL Nova Zelândia - NOR Noruega - PER Peru - POL Polônia - ZAF África do Sul - KOR Coreia do Sul - ESP Espanha - SWE Suécia - SUI Suíça - UGA Uganda - USA Estados Unidos - FRG Alemanha Ocidental |